# 高雄市霞海城隍廟
22°37′42″N 120°17′01″E / 22.6281995°N 120.2837076°E

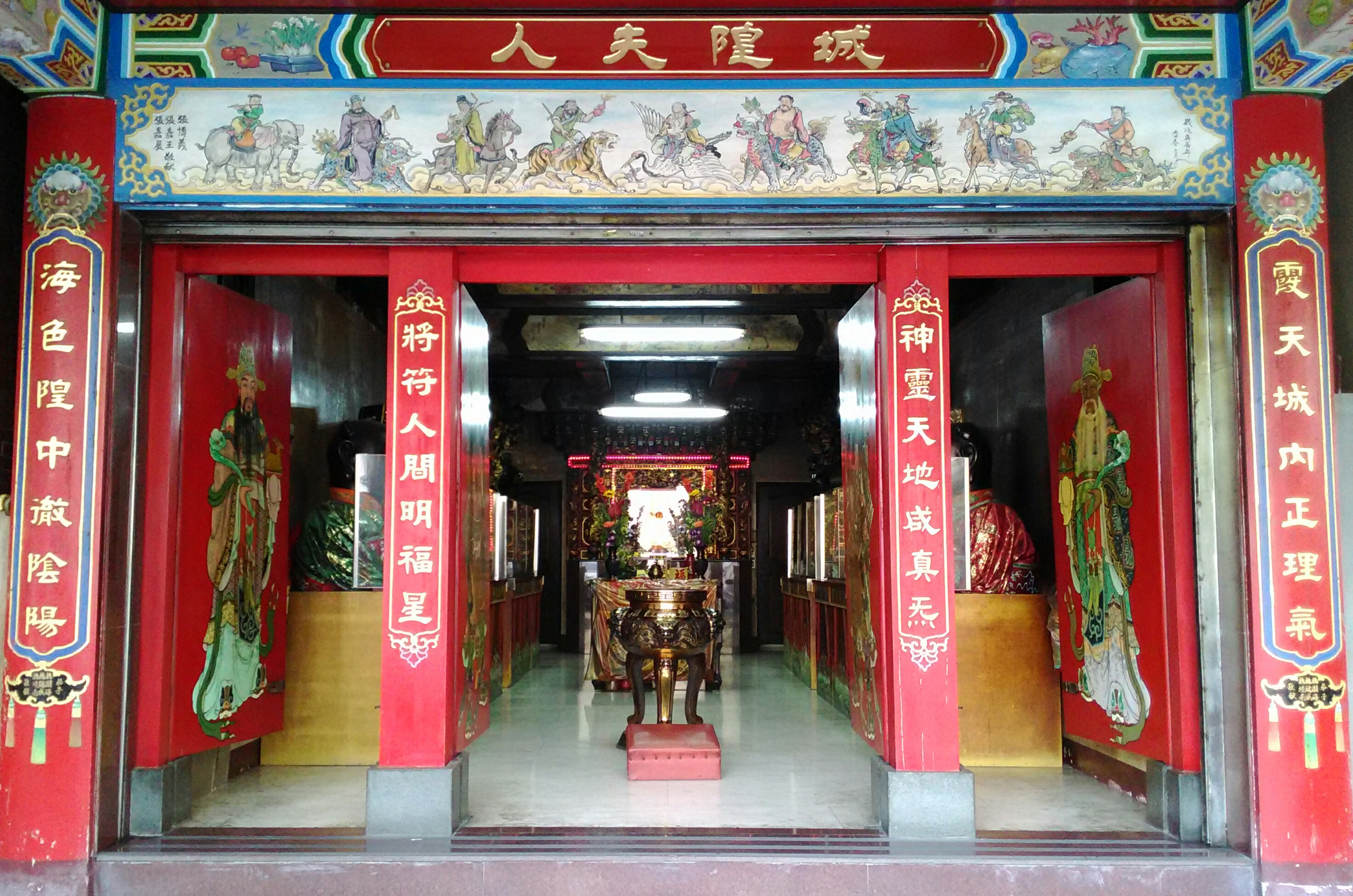
高雄市霞海城隍廟偏殿為奉祀城隍夫人之處

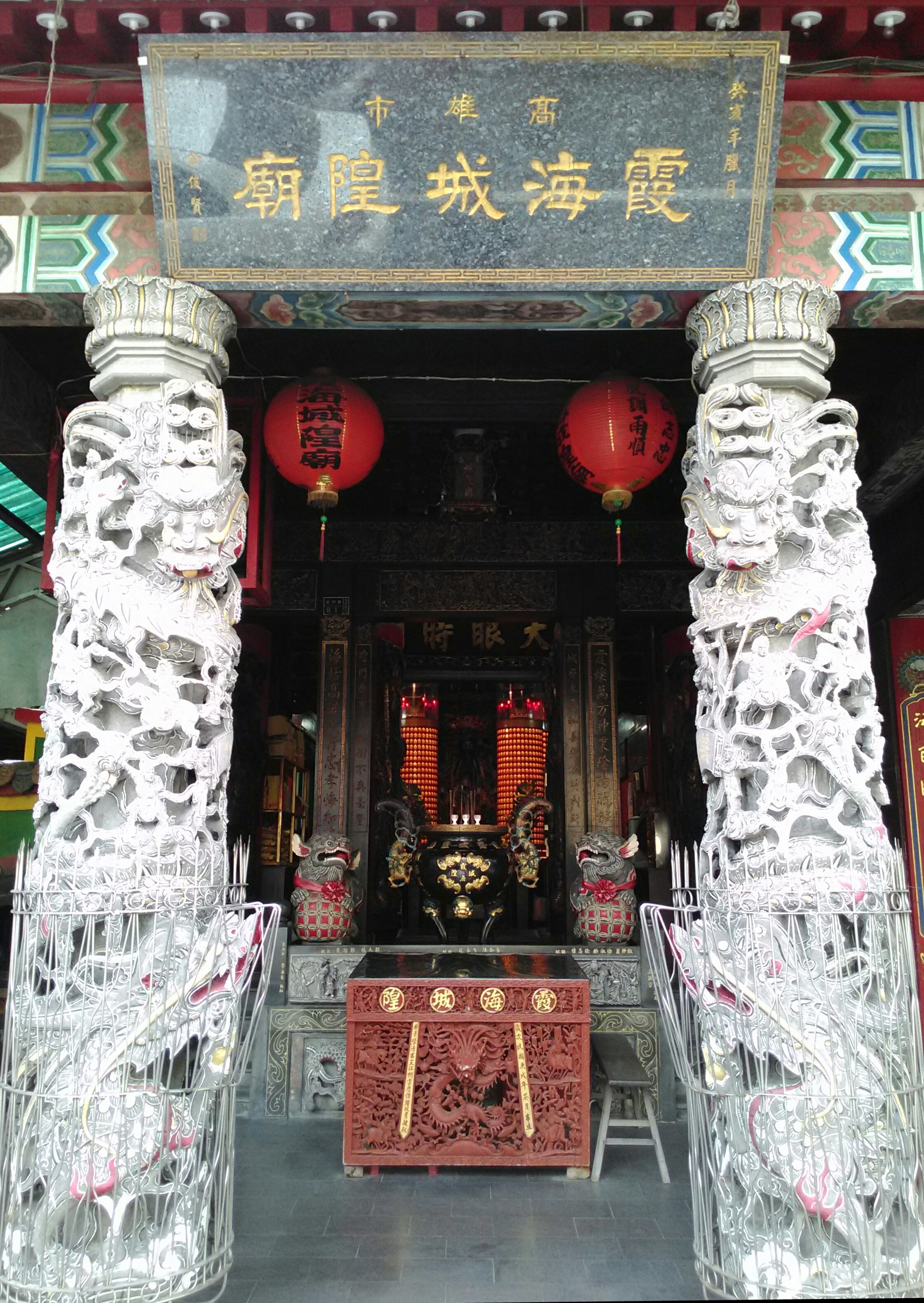
高雄市霞海城隍廟正殿

高雄市霞海城隍廟又稱鹽埕埔城隍廟，原名福海城隍廟，位於台灣高雄市鹽埕區富野路83號，為在台日本內地人與台灣人共同發起的寺廟。廟內主神城隍爺，眾神及其附從、司官差役從台北市霞海城隍廟分靈來高雄供人參拜。主祀城隍爺，配祀城隍夫人、南北斗星君、月老星君、地藏王菩薩、釋迦佛祖、福德正神、西秦王爺、註生娘娘、虎爺、陰陽司、文武判官、牛馬將軍、謝范將軍、招財進寶童子。
城隍夫人有雙「馭夫鞋」，又稱「幸福鞋」，是城隍夫人賜予「查某人疼惜查某人」的信物，庇佑信徒全家美滿幸福。

## 歷史
大正十四年（1925年），自台北市霞海城隍廟分靈來高雄，起初供奉於鹽埕市場內。昭和十一年（1936年）因市場地窄而購地建廟，並定廟名為「福海城隍廟」、民國三十五年（1946年）改建、民國五十四年（1965年）修建、民國七十一年（1982年）重建並於民國七十二年（1983年）完工。

## 重要祭祀之日
- 城隍爺聖誕為農曆五月十三日
- 文武判官、謝范將軍等神將聖誕為農曆五月十八日
- 月老公「月下老人」聖誕為農曆八月十五日
- 城隍夫人聖誕為農曆九月四日
- 福德正神聖誕為農曆二月二日
- 註生娘娘聖誕為農曆三月二十日